# James Patrick Dutton
James Patrick Dutton (* 20. November 1968 in Eugene, Oregon) ist ein ehemaliger US-amerikanischer Astronaut und Pilot, der am 20. April 2010 von seiner ersten und einzigen Raumfahrtmission STS-131 an Bord des Space Shuttle Discovery nach 15-tägigem Aufenthalt im Orbit und 10-tägigem Aufenthalt an Bord der ISS zur Erde zurückkehrte.

## Astronautentätigkeit
Dutton wurde im Mai 2004 von der NASA als Astronautenanwärter ausgewählt und erhielt am 10. Februar 2006 zusammen mit seinem Klassenkameraden der Gruppe 19 seine Astronautennadel (Qualifikation). Dutton wurde zunächst der Exploration Branch zugeteilt, wo er an der Entwicklung des Crew Exploration Vehicle (CEV), später Orion genannt, arbeitete. Er diente als Ascent and Entry CAPCOM für die Space Shuttle-Missionen STS-122 und STS-123.
Am 5. Dezember 2008 wurde Dutton als Pilot für die Mission STS-131 an Bord des Space Shuttle Discovery benannt. Daraufhin startete er, am 5. April 2010 zusammen mit 6 weiteren Astronauten zur Internationalen Raumstation (ISS). Dort verbrachte er insgesamt 10 Tage, um am 17. April mit seinen Kollegen die Station wieder zu verlassen. Für den 19. April 2010 war der erste Versuch für einen Wiedereintritt geplant, welcher jedoch aufgrund schlechten Wetters am Kennedy Space Center in Florida um 24 Stunden verschoben wurde. Am 20. April 2010 kehrte die Discovery zur Erde zurück und setzte, eine Erdumrundung später als ursprünglich geplant (aufgrund schlechten Wetters in der Umrundung zuvor), sicher auf der Shuttle Landing Facility des Kennedy Space Centers in Florida auf. Damit endete seine erste und einzige, insgesamt 15-tägige Mission im Orbit.
Nach seinem Flug war er von August 2010 bis August 2011 stellvertretender Leiter der Shuttle-Abteilung des Astronautenbüros und anschließend von August 2011 bis zu seinem Ausscheiden aus der NASA im Juni 2012 Leiter der Explorationsabteilung des Astronautenbüros.

## Privates
Dutton ist verheiratet und hat vier Kinder: James Patrick III (JP), Will, Joey, und Ryan. Er lebt mit seiner Familie in Colorado Springs, Colorado und ist Mitglied der Society of Experimental Test Pilots und der Officers’ Christian Fellowship.